# Callipara veldsmani
Callipara veldsmani is een slakkensoort uit de familie van de Volutidae. De wetenschappelijke naam van de soort is voor het eerst geldig gepubliceerd in 2012 door Veldsman.